# Erucaria bornmuelleri
Erucaria bornmuelleri är en korsblommig växtart som beskrevs av Otto Eugen Schulz. Erucaria bornmuelleri ingår i släktet Erucaria och familjen korsblommiga växter. Inga underarter finns listade i Catalogue of Life.